# Frigia

El núcleo de Frigia y la máxima extensión aproximada del reino frigio.

Frigia (en griego antiguo: Φρυγία Phrygía) fue una antigua región de Asia Menor que ocupaba la mayor parte de la península de Anatolia, en el territorio que actualmente corresponde a Turquía. Estaba rodeado por las fuentes del río Sakarya y situada entre las provincias modernas de Afyon, Eskişehir y Ankara.
Fue conquistado sobre el 1200 a. C. por una rama de los pueblos indoeuropeos que llegaron a Europa, posiblemente desde Tracia, y que dejaron su propia marca cultural como expertos artesanos.
Era una región rica, de numerosas ciudades como Cibira o Apamea, que estaba situada en las rutas comerciales de Lidia y Caria, que iban hacia el Este. Frigia poseía un gran potencial en agricultura, gracias a que el agua de las lluvias —que eran muy intensas en las montañas— descendía a la ciudad. Este potencial permitió que Frigia desarrollara un gran reino al comienzo de la época arcaica griega. Los monumentos y ruinas abundan en Sakarya.
Como invasores provenientes de Tracia, los frigios desempeñaron un papel decisivo en la destrucción del reino hitita y de la caída de Troya. El reino frigio del siglo VIII y VII a. C. mantuvo cerca sus contactos con los arios en el este y los griegos en el oeste. Su historia es solo narrada brevemente por Heródoto, quien menciona a los reyes Gordias y Midas (este último fue aparentemente el primer rey no griego que consagró ofrendas al Oráculo de Delfos) y afirma que el reino fue conquistado por los lidios y, posteriormente, por los persas. Con el establecimiento de los celtas en Frigia del este, el culto de Cibeles, la diosa madre, se extendió entre los habitantes de la ciudad.

## Geografía

Localización de Frigia en Anatolia

Frigia describe un área en el extremo occidental de la alta meseta de Anatolia, una región árida muy diferente a las tierras boscosas del norte y el oeste de la misma. Frigia comienza en el noroeste, donde una zona de estepa seca se diluye en el sistema fluvial de los ríos Sakarya y Porsuk y alberga los asentamientos de Dorileo, cerca de la moderna Eskişehir, y la capital frigia Gordion. El clima es duro, con veranos calurosos e inviernos fríos. Por lo tanto, los olivos no crecen fácilmente aquí, por lo que la tierra se utiliza principalmente para el pastoreo de ganado y la producción de cebada.

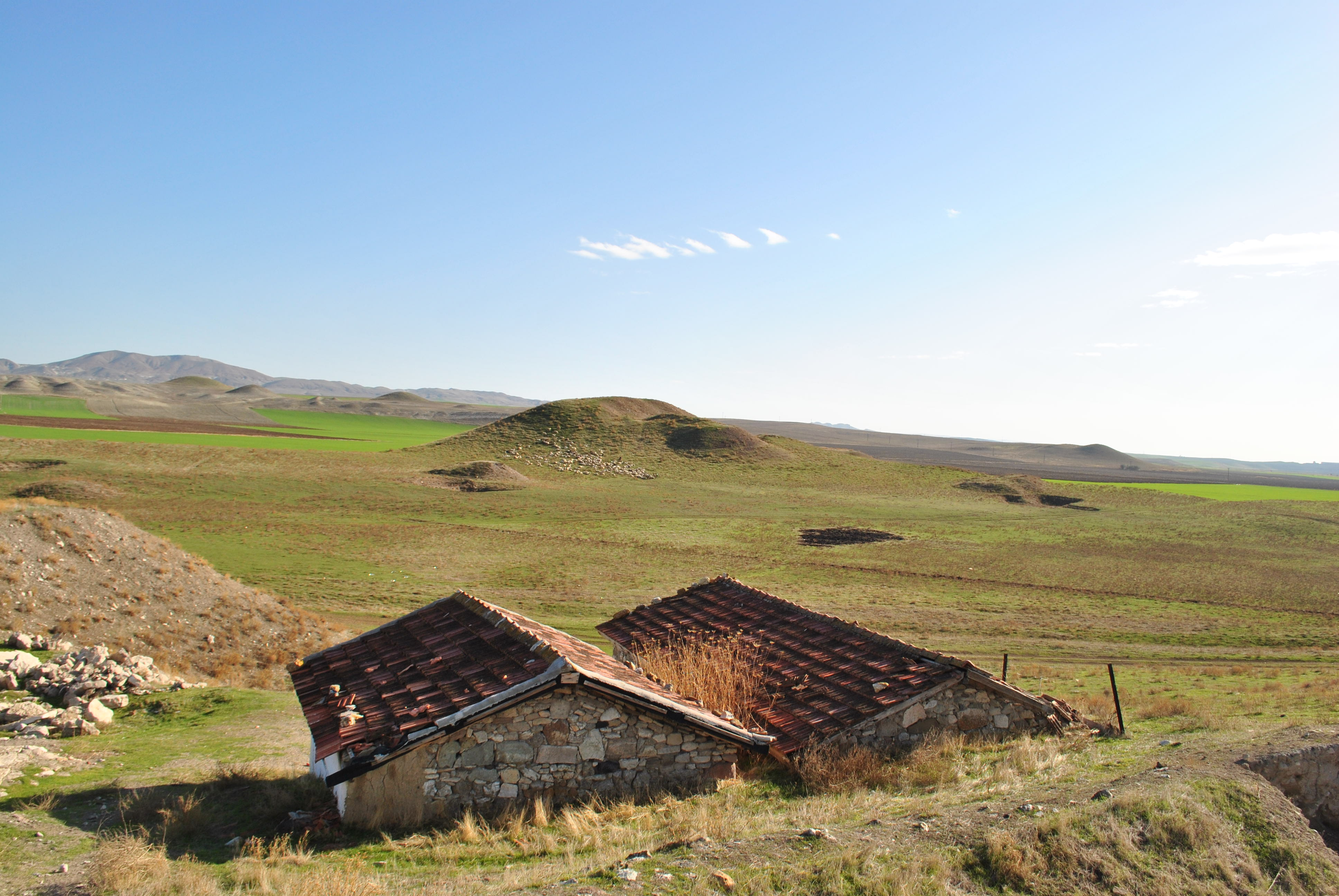
Gordion sitio arqueológico.

Al sur de Dorileo se encuentra un importante asentamiento frigio, la ciudad de Midas (Yazılıkaya, Eskişehir), en una zona de colinas y columnas de toba volcánica. Hacia el sur, la Frigia central incluye las ciudades de Afyonkarahisar (la antigua Akroinon) con sus canteras de mármol en la cercana Docimium (İscehisar), y la ciudad de Sínada. En el extremo occidental de Frigia se encontraban las ciudades de Azanos (la actual Çavdarhisar) y Acmonia. Desde aquí hasta el suroeste se encuentra la zona de colinas de Frigia que contrasta con las desnudas llanuras del corazón de la región.
El suroeste de Frigia está regado por el Meandro (río Büyük Menderes) y su afluente el Lico, y contiene las ciudades de Laodicea y Hierápolis.

## Historia

### Alrededor de la época de la guerra de Troya
Según la Ilíada, la patria de los frigios estaba en el río Sangario, que seguiría siendo el centro de Frigia durante toda su historia. Frigia era famosa por su vino y tenía jinetes "valientes y expertos".
Según la Ilíada, antes de la Guerra de Troya, un joven rey Príamo de Troya había llevado un ejército a Frigia para apoyarla en una guerra contra las Amazonas. Homero llama a los frigios "el pueblo de Otreo y el dios Mygdon". Según Eurípides, Quinto de Esmirna y otros, el hijo de este Mygdon, Corebo, luchó y murió en la Guerra de Troya; había demandado la mano de la princesa troyana Casandra en matrimonio. El nombre Otreus podría ser un epónimo de Otroea, un lugar en el lago de İznik en la vecindad de la posterior Nicea, y el nombre Mygdon es claramente un epónimo de los Mygdones, un pueblo que según Estrabón vivía en el noroeste de Asia Menor, y que parece haber sido considerado a veces como distinto de los Frigios. Sin embargo, Pausanias creía que la tumba de Mygdon estaba situada en Stectorium en las tierras altas del sur de Frigia, cerca de la actual Sandikli.

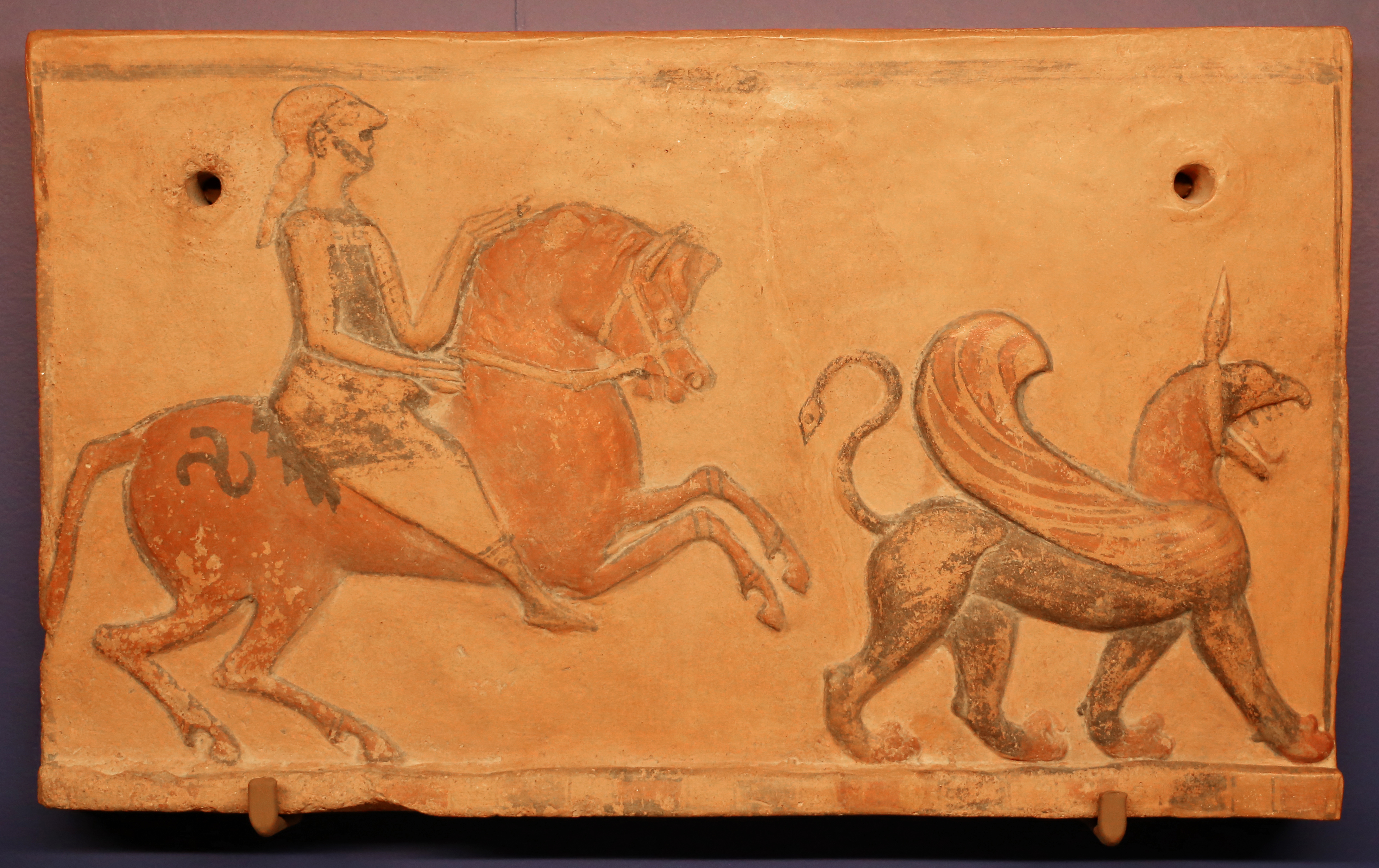
Jinete y grifo, Frigia, 600-550 a. C.

Según la Bibliotheca, el héroe griego Heracles mató a un rey Mygdon de los Bébrices en una batalla en el noroeste de Anatolia que, de ser histórica, habría tenido lugar aproximadamente una generación antes de la Guerra de Troya. Según la historia, mientras viajaba desde Minoa a las Amazonas, Heracles se detuvo en Misia y apoyó a los misios en una batalla contra los Bebryces. Según algunas interpretaciones, Bebryces es un nombre alternativo de Frigio y este Mygdon es la misma persona mencionada en la Ilíada.
El rey Príamo se casó con la princesa frigia Hécabe (o Hécuba) y mantuvo una estrecha alianza con los frigios, que le correspondieron luchando "ardientemente" en la Guerra de Troya contra los griegos. Hécabe era hija del rey frigio Dimas, hijo de Eioneus, hijo de Proteo. Según la Ilíada, el hermano menor de Hécabe Asio también luchó en Troya (véase más arriba); y Quinto de Esmirna menciona a dos nietos de Dimas que cayeron a manos de Neoptólemo al final de la guerra de Troya: "Dos hijos mató de Meges, rica en oro, vástago de Dimas -hijos de gran renombre, astutos para lanzar el dardo, para conducir el corcel en la guerra, y hábiles para arrojar la lanza a lo lejos, nacidos en un mismo parto junto a las riberas de Sangario de Periboea para él, Céltico uno, y Eubio el otro. Teleutas, padre de la doncella Tecmesa, es mencionado como otro mítico rey frigio.
Hay indicios en la Ilíada de que el corazón del país frigio estaba más al norte y río abajo de lo que sería en la historia posterior. El contingente frigio llega en ayuda de Troya procedente del lago Ascania, en el noroeste de Anatolia, y está dirigido por Forcis y Ascanio, ambos hijos de Aretaón.
En uno de los llamados Himnos Homéricos, se dice que Frigia es "rica en fortalezas" y gobernada por el "famoso Otreo".

### Apogeo y destrucción del reino frigio

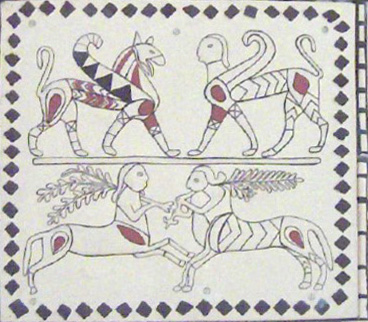
Detalle de una reconstrucción de un edificio frigio en Pararli, Turquía, -: Museo de las Civilizaciones de Anatolia, Ankara. Se muestran un grifo, una esfinge y dos centauros.

Durante el siglo VIII a. C., el reino frigio, con capital en Gordium, en el valle superior del río Sakarya, se expandió hasta convertirse en un imperio que dominaba la mayor parte del centro y el oeste de Anatolia y que invadía el mayor Imperio Asirio al sureste y el reino de Urartu al noreste.
Según los historiadores clásicos Estrabón, Eusebio y Julio Africano, el rey de Frigia durante esta época era otro Midas. Se cree que este Midas histórico es la misma persona nombrada como Mita en los textos asirios de la época e identificada como rey de los Mushki. Los estudiosos suponen que los asirios llamaban a los frigios "Mushki" porque los frigios y los Mushki, un pueblo del este de Anatolia, estaban en ese momento haciendo campaña en un ejército conjunto. Se cree que este Midas reinó en Frigia en la cúspide de su poder desde aproximadamente 720 a. C. hasta aproximadamente 695 a. C. (según Eusebio) o 676 a. C. (según Julio Africano). Una inscripción asiria que menciona a "Mita", fechada en el 709 a. C., durante el reinado de Sargón de Asiria, sugiere que Frigia y Asiria habían alcanzado una tregua en esa época. Este Midas parece haber tenido buenas relaciones y estrechos lazos comerciales con los griegos, y supuestamente se casó con una princesa griega de Eolia.
Durante este período se desarrolló y floreció en Gordium un sistema de escritura en lengua frigia, que utilizaba un alfabeto de origen fenicio similar al griego. Durante este período aparece una cerámica frigia distintiva llamada loza pulida.
Sin embargo, el reino frigio fue entonces arrollado por los invasores cimerios, y Gordium fue saqueado y destruido. Según Estrabón y otros, Midas se suicidó bebiendo sangre de toro.

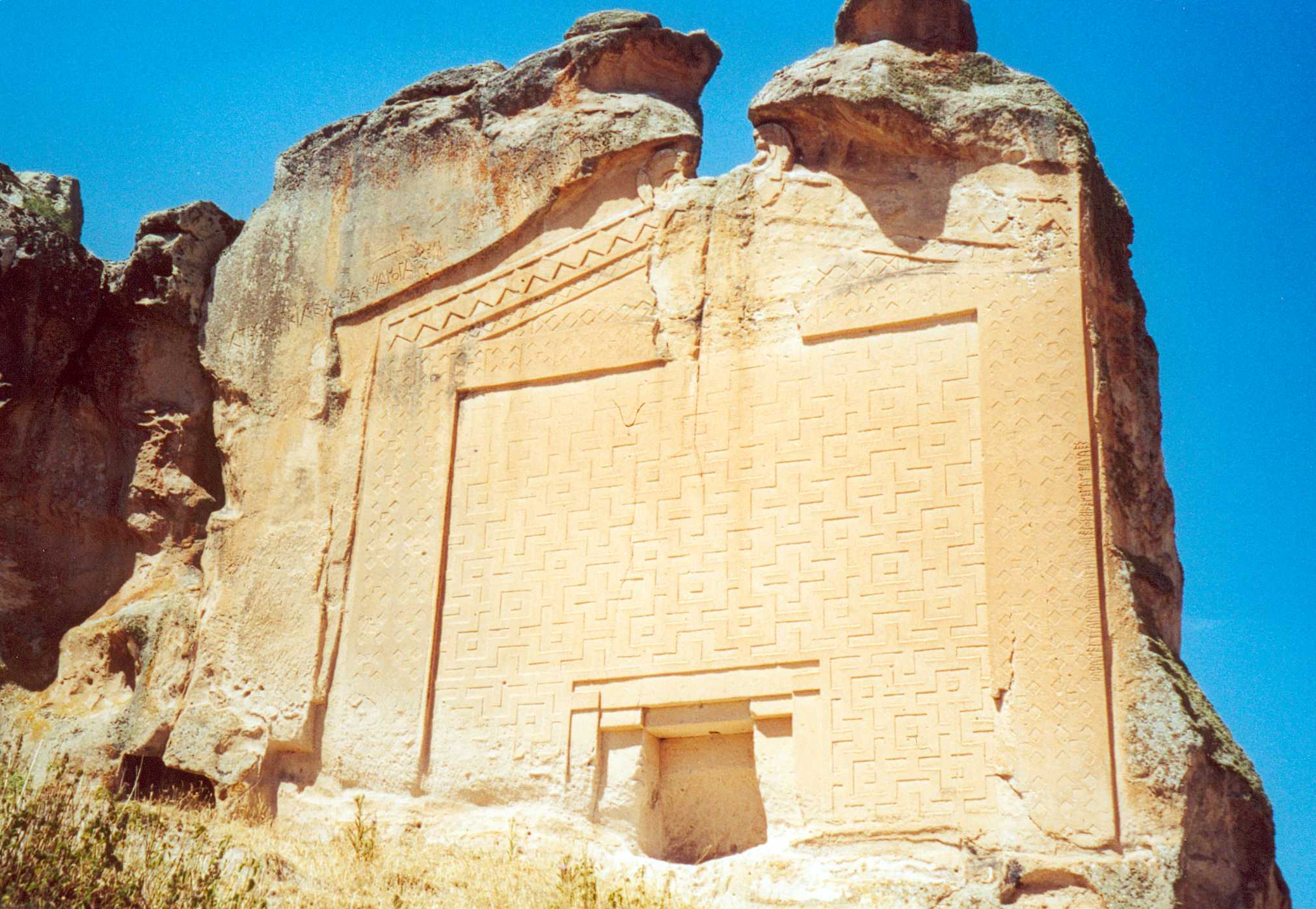
Tumba en Midas City, cerca de Eskişehir.

Una serie de excavaciones han abierto Gordium como uno de los sitios arqueológicos más reveladores de Turquía. Las excavaciones confirman una violenta destrucción de Gordium en torno al año 675 antes de Cristo. Una tumba de la época, identificada popularmente como la "Tumba de Midas", reveló una estructura de madera profundamente enterrada bajo un vasto túmulo, que contenía ajuares funerarios, un ataúd, muebles y ofrendas de comida (Museo Arqueológico, Ankara).

### Como provincia lidia
Tras la destrucción de Gordium, los cimerios permanecieron en el oeste de Anatolia y guerrearon con Lidia, que finalmente los expulsó hacia el 620 a. C., y luego se expandió para incorporar Frigia, que se convirtió en la frontera oriental del imperio lidio. El yacimiento de Gordium revela un considerable programa de construcción durante el siglo VI a. C., bajo el dominio de los reyes lidios, incluido el proverbialmente rico rey Creso. Mientras tanto, los antiguos súbditos orientales de Frigia cayeron en manos de Asiria y más tarde de los Medos.
Puede haber un eco de las luchas con Lidia y quizás una referencia velada a los rehenes reales, en la leyenda del príncipe frigio dos veces desafortunado Adrastus, que mató accidentalmente a su hermano y se exilió a Lidia, donde el rey Creso lo acogió. Una vez más, Adrasto mató accidentalmente al hijo de Creso y luego se suicidó.

### Como provincia(s) persa(s)

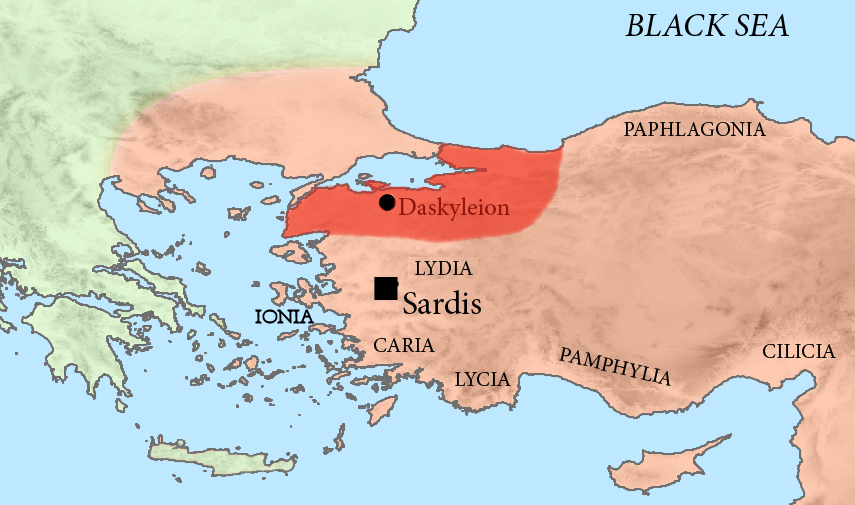
La ubicación de Frigia helespóntica, y la capital provincial de Dascylium, en el Imperio Aqueménida, c. 500 a. C

En algún momento de los años 540 a. C., Frigia pasó al Imperio (Gran Persa) aqueménida cuando Ciro el Grande conquistó Lidia.
Después de que Darío el Grande se convirtiera en emperador persa en el año 521 a. C., reconvirtió la antigua ruta comercial en la "camino real" persa e instituyó reformas administrativas que incluían la creación de satrapías. La satrapía (provincia) frigia se encontraba al oeste del río Halys (actual río Kızıl) y al este de Misia y Lidia. Su capital se estableció en Dascylium, la moderna Ergili.
A lo largo del siglo V a. C., la región se dividió en dos satrapías administrativas: Frigia helespóntica y Frigia Mayor.

### Bajo Alejandro y sus sucesores
El conquistador griego macedonio Alejandro Magno pasó por Gordium en el año 333 antes de Cristo y cortó el Nudo Gordiano en el templo de Sabazios ("Zeus"). Según una leyenda, posiblemente promulgada por los publicistas de Alejandro, quien desatara el nudo sería el amo de Asia. Dado que Gordium estaba situada en el camino real persa que atravesaba el corazón de Anatolia, la profecía tenía cierta verosimilitud geográfica. Con Alejandro, Frigia pasó a formar parte del amplio mundo helenístico. A la muerte de Alejandro en el 323 a. C., la Batalla de Ipsus tuvo lugar en el 301 a. C..

### Celtas y Áticos
En el caótico período posterior a la muerte de Alejandro, el norte de Frigia fue invadido por los celtas, convirtiéndose finalmente en la provincia de Galacia. La antigua capital de Gordium fue capturada y destruida por los galos poco después y desapareció de la historia.
En el año 188 a. C., el remanente meridional de Frigia pasó a estar bajo el control de los atlantes de Pérgamo. Sin embargo, la lengua frigia sobrevivió, aunque ahora escrita en el alfabeto griego.

### Bajo Roma y Bizancio

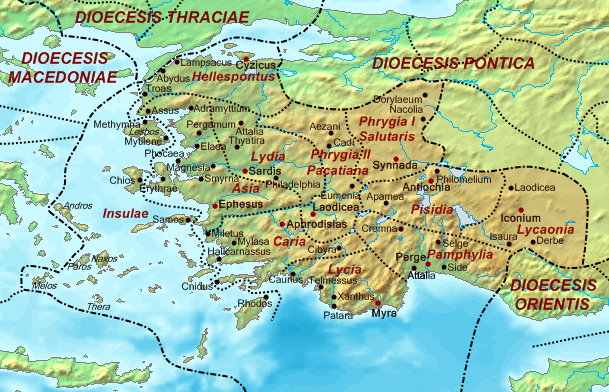
Las dos provincias frigias dentro de la Diócesis de Asia, c. 400 AD.

En el año 133 antes de Cristo, los restos de Frigia pasaron a Roma. A efectos de administración provincial, los romanos mantuvieron una Frigia dividida, adscribiendo la parte nororiental a la provincia de Galacia y la parte occidental a la provincia de Asia. Hay algunas pruebas de que Frigia occidental y Caria se separaron de Asia en 254-259 para convertirse en la nueva provincia de Frigia y Caria. Durante las reformas de Diocleciano, Frigia fue dividida de nuevo en dos provincias: "Frigia I", o Frigia Salutaris (que significa "sana" en latín), y Frigia II, o Pacatiana (en griego Πακατιανή, "pacífica"), ambas bajo la Diócesis de Asia. Salutaris con Synnada como capital comprendía la porción oriental de la región y Pacatiana con Laodicea en el Lico como capital de la porción occidental. Las provincias sobrevivieron hasta finales del siglo VII, cuando fueron sustituidas por el sistema temático. En la época tardorromana, principios del período "bizantino", la mayor parte de Frigia pertenecía al tema anatólico. Fue invadida por los turcos tras la Batalla de Manzikert (1071). Los turcos se hicieron con el control total en el siglo XIII, pero el antiguo nombre de Frigia siguió utilizándose hasta que el último remanente del Imperio Bizantino fue conquistado por el Imperio Otomano en 1453.

## Cultura
La "Gran Madre", Cibeles, tal y como la conocían los griegos y los romanos, era venerada originalmente en las montañas de Frigia, donde se la conocía como "Madre de la Montaña". En su forma típica frigia, lleva un vestido largo con cinturón, un polos (un tocado cilíndrico alto) y un velo que cubre todo el cuerpo. La versión posterior de Cibeles fue establecida por un alumno de Fidias, el escultor Agoracrito, y se convirtió en la imagen más ampliamente adoptada por los seguidores de Cibeles, cada vez más numerosos, tanto en el mundo egeo como en Roma. La muestra humanizada, aunque todavía entronizada, con la mano apoyada en un león asistente y la otra sosteniendo el tímpano, un tambor de marco circular, similar a una pandereta.
Los frigios también veneraban a Sabazios, el dios del cielo y del padre, representado a caballo. Aunque los griegos asociaban a Sabazios con Zeus, sus representaciones, incluso en época romana, lo muestran como un dios jinete. Sus conflictos con la diosa madre indígena, cuya criatura era el toro lunar, pueden adivinarse en la forma en que el caballo de Sabazios coloca una pezuña sobre la cabeza de un toro, en un relieve romano del Museo de Bellas Artes de Boston.

### Influencia en la música
La palabra Frigia se relaciona con el modo griego frigio (en este caso "modo" no tiene un significado certero) y luego se utiliza para denominar el modo musical gregoriano frigio.
La escala que Tolomeo (Tolemaida, Tebaida, c. 85-Canopo, c. 165; otros autores dicen c. 100-c.170) denomina frigia corresponde interválicamente al modo gregoriano homónimo.
Una forma gráfica de ver al modo frigio es (como en todos los modos gregorianos) a partir de la escala natural (sin alteraciones). En este caso es empezando por la nota mi. Los dos semitonos de este modo gregoriano están entre la tónica y la segunda, y entre la quinta y la sexta (o relativa menor), dando lugar a una escala menor. Tiene un timbre árabe, y más tarde se utilizó en España como escala flamenca.